# 原发性胆汁性胆管炎
原发性胆汁性胆管炎（英語：Primary Biliary Cholangitis），以前称为原发性胆汁性肝硬化，是一种肝脏的自身免疫性疾病。    它是由于肝脏内小胆管缓慢、进行性破坏，导致胆汁及其他毒素在肝脏中积聚（或称：胆汁淤积）造成的。对肝组织的进一步缓慢损伤可导致瘢痕形成、纤维化，并最终导致肝硬化。
常见症状包括疲倦、瘙痒，严重时会出现黄疸。患者在发病早期，也许仅有血液检验存在异常，而无上述症状。 
原发性胆汁性胆管炎是一种相对罕见的疾病，大约每3,000－4,000人中有一例。  此病在女性中更为常见，患者中女性与男性的比例为 9:1以上。 
这种疾病不晚于1851年被发现，并于1949年被命名为“原发性胆汁性肝硬化”。  由于肝硬化只是晚期疾病的特征之一，患者权益倡导组织于2014年提议将其名称更改为“原发性胆汁性胆管炎”。  

## 体征和症状
大约80%的原发性胆汁性胆管炎（PBC）患者会感到疲劳。这是一种非特异性症状，可能致使患者身体衰弱，严重影响其生活质量。此病的发病机制尚不清楚，对此病特异性以及治疗方案的探索仍然具有相当的挑战性。应及时识别和治疗可能导致或加重疲劳的合并症，例如抑郁症、甲状腺功能减退症、贫血、肥胖或是药物副作用。皮肤干燥和眼睛干涩在患者中也很常见。20-70%的病例中存在瘙痒， 并且可以在疾病的任何阶段发生。瘙痒与肝脏疾病的进展无关，甚至可能随着疾病的进展而改善或消失。瘙痒可能影响生活质量和夜间睡眠，因此与患者的疲劳症状相关。瘙痒的症状程度通常为轻度至中度；达到重度，或是对药物治疗没有反应，需要肝移植的情况很少出现。瘙痒的特点是间歇性的，通常夜间更严重，夏季好转。患有更严重 PBC的患者可能会出现黄疸（眼睛和皮肤发黄）。  PBC会损害骨密度并增加骨折风险。  患者胆固醇水平会上升，引发睑黄瘤（一种眼周皮肤病变）或其他类型的黄瘤。 
PBC最终可能发展为肝硬化。肝硬化又造成了更晚期PBC的一系列并发症：
- 腹部液体潴留（[[腹水|腹水）
- 脾脏肿大
- 食管静脉曲张
- 肝性脑病，极端情况下出现昏迷。

PBC患者有时也会表现出相关的肝外自身免疫性疾病，例如甲状腺疾病或类风湿性关节炎或干燥综合征（高达 80% 的病例）。  

## 病因
PBC与免疫学相关，被归类为自身免疫性疾病。它是由肝脏小胆管缓慢、进行性性破坏引起的，小叶内胆管和赫林管（肝内小胆管）在疾病早期受累。
大多数 PBC 患者（超过 90%）体内有针对丙酮酸脱氢酶复合物的抗线粒体抗体（AMA）。这是一种在线粒体中发现的酶复合物。对原本AMA 呈阴性的患者使用更敏感的检测方法，结果通常也会呈阳性。 
患有 PBC 的人也可能被诊断出患有另一种自身免疫性疾病，例如风湿、内分泌、胃肠道、肺部或皮肤病。这表明患者的这些疾病具有共同的遗传和免疫异常。 常见的关联疾病包括干燥综合征、系统性硬化、类风湿性关节炎、狼疮、甲状腺功能减退症和乳糜泻。  
一段时间以来，人们一直认为遗传易感性对于PBC的发病十分重要。这方面的证据包括多例PBC病例出现在一个家庭中、同卵双胞胎均患有该病的，以及 PBC 与其他自身免疫性疾病的聚集性发病。2009年，加拿大领导的一组研究人员在《新英格兰医学杂志》上报告了第一项PBC全基因组关联分析的结果。  这项研究揭示了除了HLA区域外，IL12信号转导的多态性在该疾病的病因学中也很重要，其中尤以IL12A 和 IL12RB2突出。2012 年，两项独立的 PBC 关联研究将相关的基因组区域总数增加到 26 个，其中涉及许多参与细胞因子调节的基因，如TYK2 、SH2B3和TNFSF11 。  
一项涉及2000多名患者的研究发现，基因POGLUT1与PBC似乎相关， 这与早期的研究大体一致。这一基因所涉及的蛋白质是一种内质网O-葡萄糖基转移酶。
一些研究指出，一种环境中存在的革兰氏阴性菌α-变形菌 ：Novosphingobium aromaticivorans 与此病有关。   其中的机制涉及细菌蛋白质与肝细胞线粒体蛋白质之间的交叉反应。编码CD101的基因也可能与人体对这种疾病的易感性有关。 
对线粒体丙酮酸脱氢酶复合物（PDC-E2）的免疫耐受失效是PBC的主要病因之一。抗原脱落到凋亡小体形成凋亡表位（Apotopes），故而决定了病变的解剖定位。 类似的自身免疫反应也可能作用于其他蛋白质，包括gp210和p62核孔蛋白。 在抗gp210抗体阳性的患者中，其胆管细胞的gp210表达增加，这些蛋白可能与疾病预后有关。 

## 临床表现和诊断
目前，大多数患者在无症状时即被诊断。他们通常是在年度体检的血液化验中发现肝功能异常（主要是 GGT 或碱性磷酸酶升高），从而被转诊至肝病专家处。患有非肝脏自身免疫性疾病（例如类风湿性关节炎）的患者的评估筛查，检查高胆固醇血症、评估产后瘙痒或未愈的胆汁淤积等，也是诊断此病的常见情况。对PBC的诊断直截了当。明确诊断的基础是：
- 通常表现肝功能测试异常，在疾病早期存在γ-谷氨酰转移酶和碱性磷酸酶升高。 [10]胆红素升高发生在疾病晚期。
- 抗线粒体抗体是 PBC 的特征性血清学标志物，在 90-95% 的患者和仅 1% 的对照组人群中为阳性。 PBC 患者具有针对丙酮酸脱氢酶复合物（PDC-E2）的抗线粒体抗体（AMA）。 [10]当使用更灵敏的检测方法时，那些原本AMA阴性，但疑似患有PBC的疾病的患者AMA通常为阳性。 [12]
- 患者可能存在其他自身抗体：

抗核抗体缺乏特异性，故无法用于诊断PBC，但对预后有潜在影响。
抗糖蛋白210（gp210）抗体与疾病向终末期肝功能衰竭的进展相关； 抗p62抗体也类似但关联度不及前者。47%的PBC患者中抗 gp210 抗体阳性。  
抗着丝粒抗体通常与发生门静脉高压有关。 
抗 np62 和抗sp100也与PBC相关。
- 通常进行腹部超声、磁共振胰胆管造影术（英语：Magnetic resonance cholangiopancreatography）或CT以排除胆管阻塞。必要时，须排除导致继发性胆汁性肝硬化的疾病，例如其他胆管疾病或胆结石。肝活检可能会对诊断有所帮助。在部分患者如诊断仍不确定，可以进行经内镜逆行性胰胆管造影术（英语：Endoscopic retrograde cholangiopancreatography），即一种胆管的内窥镜检查。

鉴于血清学标志物的高度特异性，PBC的诊断并不必须进行肝活检。然而，当患者PBC特异性抗体为阴性，或怀疑共患自身免疫性肝炎或非酒精性脂肪性肝炎时，肝活检仍然有必要。肝活检可用于对患者的肝脏纤维化，以及胆管减少程度进行分期。肝活检也适用于存在其他肝外合并症的患者。